# مهرجان اتحاد المبدعين العرب
يعد مهرجان اتحاد المبدعين العرب من أهم وانجح المهرجانات العربية والثقافية الهادفة والتي تهتم بالنشء العربي في كافة مجالات الفنون وخصوصا التأليف والتلحين والغناء. وقد ابتكر اتحاد المبدعين العرب والذي يرأسه الاذاعي المصري أحمد نور والذي قام بتأسيس هذا الاتحاد ابتكر فكرية جديده للمهرجانات الفنية تحت عنوان مهرجان الاغنيات المتخصصة والذي يسهم في رفع مستوي الثقافة الوطني والفني والديني لدى النشئ حيث يقام المهرجان في نوع واحد فقط من الاغنيات وهي (الدينية ـ الوطنية ـ التراثية) وقد اقام الاتحاد بتفعيل هذه المهرجانات للعام الخامس علي التوالي وآخر مهرجان خصص للاغنية الدينية والذي أقيم تحت رعاية جامعة الدول العربية وفي ظل الإسكندرية عاصمة الثقافة الإسلامية 2008 وكان ذلك في 25 نوفمبر 2008 بدار الأوبرا مسرح سيد درويش والذي تم من خلاله أيضا تكريم كل من الشيخ سيد النقشبندي والشيخ مشاري راشد العفاسي من الكويت.